# 拿铁咖啡
是一種意式咖啡，在意大利語以外的語言中常簡稱拿鐵（直译：奶），泛指由熱鮮奶所沖泡的飲品。

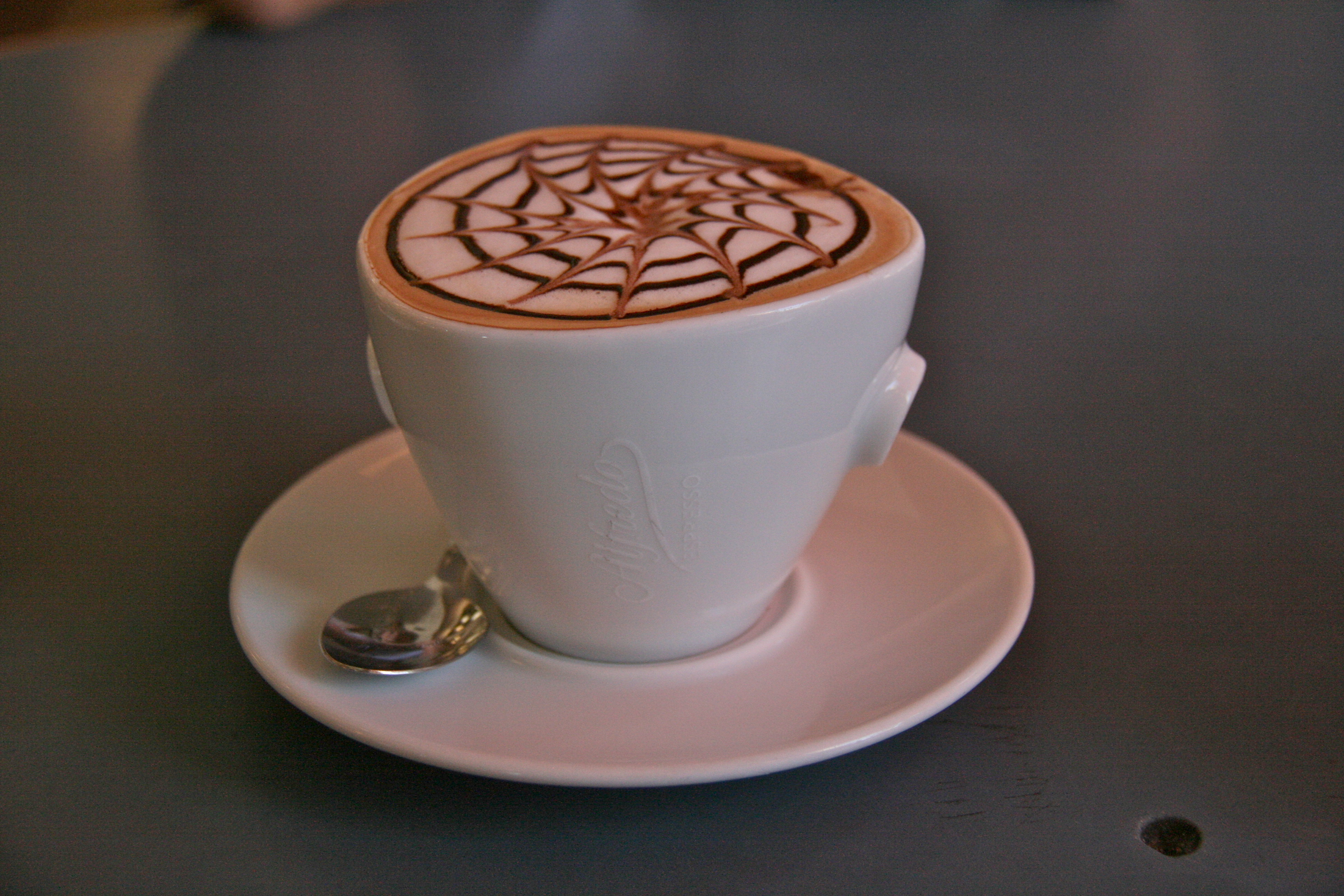
拿铁咖啡

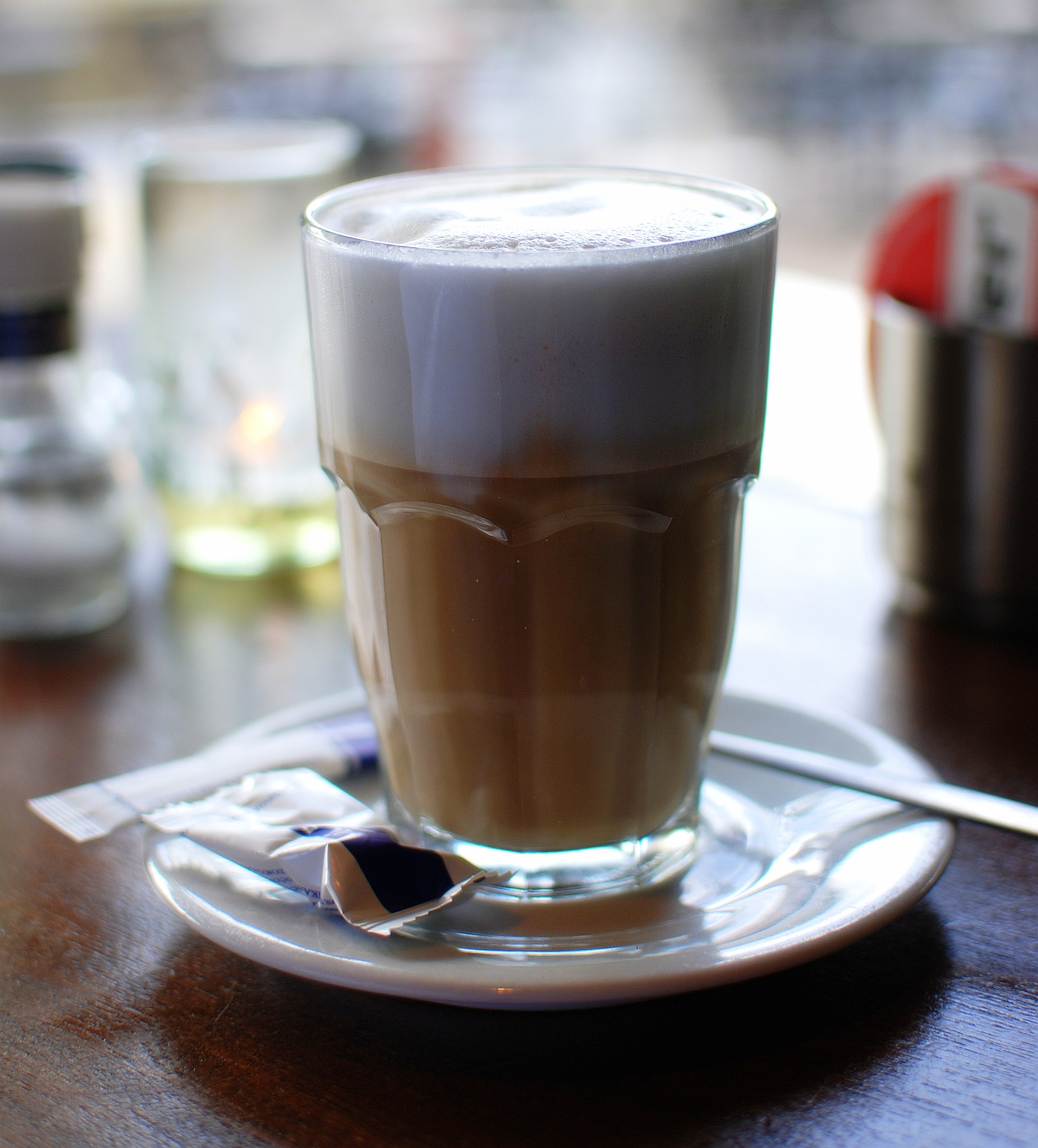
典型拿鐵咖啡

直到1980年代，拿铁咖啡一詞才在意大利境外使用。一般的拿铁咖啡成分是三分之一的浓缩咖啡加三分之二的鲜奶，並打入些許奶泡。它与卡布奇诺咖啡相比，有更多奶味。

## 咖啡拉花

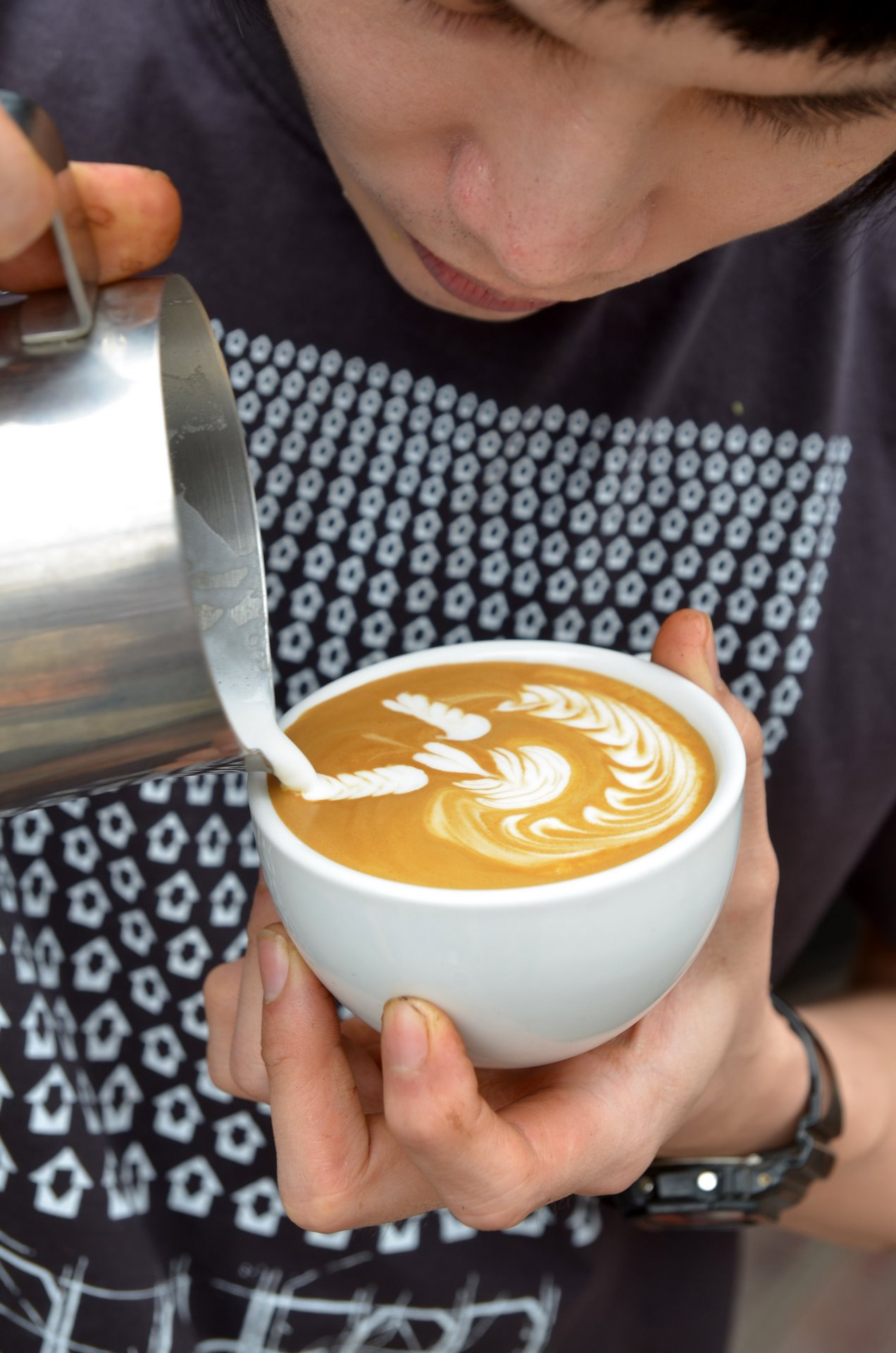
咖啡拉花製作過程

將鮮奶倒咖啡杯時，咖啡師通过手腕些微的動作便能於杯中畫出圖案，這成為了一種藝術。

## 3D立體拉花
立體拉花約2009年前已開始出現。立體拉花的美觀、耐看度與咖啡的承托力及奶泡的綿密度有密切的關係。
由於外觀可愛，現時廣受年輕少男少女歡迎。在香港則以專賣3D立體拉花咖啡的Allegretto最為有名。

## 變種
- 紅茶拿鐵
- 抹茶拿鐵
- 豆奶拿铁
- 特熱拿铁
- 咖啡拉花
- 摩卡咖啡

## 政治
在欧美西方文化中，称一部分人群为“喝拿铁的”（latte drinkers）已经成为常见的政治攻击。大城市中喝意式咖啡的人群，被一些人认为是精英分子行为（elitist behavior）。在美国，保守政治评论者经常称对立面为“喝拿铁的自由派菁英”（latte-drinking liberal elites）。
当前美国政治语境中，拿铁有特殊的含义，有专门一个词叫“拿铁自由主义者”（Latte Liberal），与英国的“香槟社会主义”、法国的“鱼子酱左派”一样是个嘲讽之词。指“一边坐在星巴克里喝咖啡一边感叹穷人困境的人”。据urbandictionary在线词典网站的解释，“拿铁自由主义者”指一个在财务上安逸的人，口头上支持自由主义，但实际行为却不同。这些自由主义者坐在一起喝标价过高的星巴克咖啡并对穷人的困境表示悲伤（This term derives from liberals who sit around and drink overpriced diluted Starbucks coffee while lamenting the plight of the poor. ）。
早在1997年由保守主义作家戴维·布鲁克斯提出了“拿铁镇”（Latte town）一词，指的是采取自由主义生活方式的地区。最著名的则是2004年一则攻击参与角逐民主党总统候选人霍华德·迪安的广告，要求霍华德·迪安带着他的“支持增税、扩大政府、吃寿司、喝拿铁、开沃尔沃、读《纽约时报》、身体穿孔、热爱好莱坞的左派怪胎秀”滚回佛蒙特州老家去。